# タイガー・アリ・シン
タイガー・アリ・シン（Tiger Ali Singh、本名：Gurjit Singh Hans、1973年3月9日 - ）は、カナダ・オンタリオ州トロント出身のプロレスラー。
父親は「インドの狂虎」ことタイガー・ジェット・シン。生年は1971年ともされ、ミック・シン（Mick Singh）の通称でも知られる。

## 来歴
学生時代はバスケットボール選手として活動、幼少時から父タイガー・ジェット・シンの英才教育を受け、地元トロントでデビュー。1992年11月、タイガー・ジェット・シン・ジュニア（Tiger Jeet Singh Jr. ）のリングネームでFMWに初来日。タイガー・ジェット・シンとの親子タッグも実現したが、父に反旗を翻し上田馬之助の息子のヒロ上田と「息子タッグチーム」を組み、「父親タッグチーム」と抗争していたこともある。1994年12月には父と共に平成維震軍の興行で新日本プロレスに参戦、翌1995年1月にも新日本の東京ドーム大会に父との親子コンビで出場した。
1997年からはタイガー・アリ・シン（Tiger Ali Singh）のリングネームでWWFに登場。バブーことパブロ・マルケスを召使役に、インド移民の大富豪の息子というギミックを与えられたがブレイクには至らず。プエルトリコへの転戦を経て、2000年の末よりディーロ・ブラウンとチャズのタッグチーム「ロー・ダウン」のマネージャーとしてWWFに復帰するも、2002年に契約を解除された。
2008年には父とハッスルのリングに上がり、天龍源一郎&越中詩郎と対戦した。

## 得意技
- コブラクロー
- キャメルクラッチ
- ネックブリーカー